# Obrzycko
Obrzycko este un oraș în Polonia.